# La Frédière
La Frédière – miejscowość i dawna gmina we Francji, w regionie Nowa Akwitania, w departamencie Charente-Maritime. W 2013 roku populacja ówczesnej gminy wynosiła 83 mieszkańców.
Dnia 1 stycznia 2019 roku połączono dwie wcześniejsze gminy: La Frédière oraz Saint-Hilaire-de-Villefranche. Siedzibą gminy została miejscowość Saint-Hilaire-de-Villefranche, a nowa gmina przyjęła jej nazwę. 